# Педаче
Педаче (італ. Pedace, сиц. Pedaci) — муніципалітет в Італії, у регіоні Калабрія, провінція Козенца.
Педаче розташоване на відстані близько 440 км на південний схід від Риму, 50 км на північний захід від Катандзаро, 9 км на південний схід від Козенци.
Населення — 1918 осіб (2014).
Щорічний фестиваль відбувається третьої неділі вересня. Покровитель — Madonna Addolorata.

## Демографія
Населення за роками:

Станом на 31 грудня 2014 року в муніципалітеті офіційно проживало 58 іноземців з 9 країн, серед них 44 громадяни країн Євросоюзу та 3 громадяни України.

## Сусідні муніципалітети
- Априльяно
- Казоле-Бруціо
- Козенца
- П'єтрафітта
- Сан-Джованні-ін-Фйоре
- Серра-Педаче
- Спеццано-Пікколо